# August Budde
August Budde auch: Augustin Buddeus, August Buddaeus und August Buddäus (* 7. August 1695 in Anklam; † 25. Dezember 1753 in Berlin), war ein deutscher Mediziner, Anatom und Arzt.

## Leben
August Budde war der Sohn des Pfarrers in Anklam Franz Budde (1634–1706) und somit ein Halbbruder von Johann Franz Buddeus. Er  studierte ab dem 10. September 1712 an der Universität Jena, ab dem 25. Mai 1716 der Universität Halle und ab dem 17. Juni 1717 der Universität Leiden, wo er ein Schüler von Herman Boerhaave wurde. Für weitere anatomische Forschungen begab er sich nach Frankreich und England. Am 18. Juni 1721 kehrte er nach Leiden zurück, wo er am 3. November desselben Jahres mit der Arbeit de muscolorum actione et antagonismo zum Doktor der Medizin promovierte. 1723 wurde er Professor der Anatomie und Physiologie am medizinisch-chirurgischen Kollegium in Berlin und Direktor des Theatrum anatomicum der Charité. Als solcher sorgte für eine Vergrößerung der Anstalt und vermehrte den Leichenbezug für die von ihm geleiteten Sektionen. Seit 1723 war er ordentliches Mitglied der Preußischen Akademie der Wissenschaften. 1725 erhielt er den Titel eines Hofrats und wurde Leibarzt von Friedrich Wilhelm I. (Preußen). Am 14. November 1726 wurde er mit dem akademischen Beinamen Ptolemaeus zum Mitglied (Matrikel-Nr. 390) der Leopoldina gewählt. Zudem verfasste einige Arbeiten in der karolinischen Akademie der Wissenschaften. Zu seinen Schülern gehörte 1735 der Mediziner Elias Friedrich Heister.
Buddeus verheiratete sich mit der jüngsten Tochter des herzoglich-lüneburgischen Leibarztes in Celle und späteren Leibarztes in Hannover Robert Scott.
August Budde starb 1753 an einem Schlaganfall.

## Schriften
- (Als Respondent) Dissertatio de musculorum actione et antagonismo. Wishoff Leiden 1721
- Observationes anatomicae selectiores. Miscellanae Berolinensia ex scriptis Soc. Reg. Scient. Continuatio II da. Berlin 1727.
- Circa fabricam Sinnum Cranii eorumque aperturas in Cava narium Berlin 1727
- Observationes miscellae circa Ossa etc .... Berlin 1737
- De corde scabioso pueri scabiosi. Berlin 1740